# Moše Nisim
Moše Nisim (hebrejsky: משה נסים, narozen 10. dubna 1935) je bývalý izraelský politik, ministr a vicepremiér. Z ministerských funkcí zastával post ministra financí, ministra spravedlnosti a ministra průmyslu a obchodu.

## Biografie
Narodil se v Jeruzalémě v mandátní Palestině. Vystudoval právo na Hebrejské univerzitě, kde získal titul magistra. Během své služby u Izraelských obranných sil (IOS) byl důstojníkem oddělení spravedlnosti a po absolvování povinné vojenské služby pracoval jako advokát.
Do Knesetu byl poprvé zvolen ve volbách v roce 1959 za Všeobecné sionisty. O poslanecký mandáž však přišel v následujících volbách v roce 1961 a v Knesetu se opět objevil až po volbách v roce 1969, kdy byl zvolen za stranu Gachal (vzniklou spojením Cherutu, Všeobecných sionistů a Progresivní strany). V roce 1973 se Gachal transformoval do strany Likud a Nisim byl předsedou poslaneckého klubu v letech 1973 až 1977.
Po vítězství Likudu ve volbách v roce 1977 byl Nisim v lednu 1978 jmenován ministrem bez portfeje ve vládě Menachema Begina. V srpnu 1980 se stal ministrem spravedlnosti a v této funkci setrval až do dubna 1986, kdy se stal ministrem financí.
Po volbách v roce 1988 se stal opět ministrem bez portfeje, a to do března 1990, kdy se stal ministrem průmyslu a obchodu. V červnu 1990 se stal vicepremiérem.
Místo ve vládě ztratil poté, co Likud prohrál ve volbách v roce 1992 a Kneset opustil v roce 1996.